# 老君滩乡
岩坝乡，是中华人民共和国四川省凉山彝族自治州会东县下辖的一个乡镇级行政单位。

## 行政区划
岩坝乡下辖以下地区：
何家山村、老岩坝村、大坪子村、老青山村、大火地村、七角地村、花椒园村和小牛场村。